# Lago Silvaplana
O Lago Silvaplana é um lago localizado no vale superior do Engadina em Grisons, Suíça. Este lago vai buscar o seu nome à aldeia de Silvaplana. 